# Ctenoplusia fracta
Ctenoplusia fracta là một loài bướm đêm trong họ Noctuidae.